# Llista de rius d'Andorra

Mapa de les conques hidrogràfiques d'Andorra

Llista dels rius principals d'Andorra elaborat per l'Institut d'Estudis Andorrans. Tots els rius estan protegits com a aigües superficials per la Llei de policia i protecció de les aigües i per la Llei de pesca i de gestió del medi aquàtic
Són rius transfronterers la Valira, que desemboca en el Segre; el Runer que fa de frontera amb l'Alt Urgell; l'Arieja que fa frontera amb França i desemboca en la Garona; i el Riu d'Os que té la particularitat de néixer en la coma de Setúria andorrana, travessa el poble d'Os de Civís a l'Alt Urgell i desemboca en la Valira en territori andorrà.
En molts casos es diferencien diversos trams amb diferents noms. Significativament, molts autors consideren la Valira d'Orient com el tram superior de la Valira, però localment es tracten com rius i conques diferents.
La llista de rius està organitzada per les conques hidrogràfiques de primer nivell: Valira, Valira del Nord, Valira d'Orient, Arieja i riu de la Llosa que està en el vessant de la Cerdanya sense cap curs fluvial significatiu a Andorra. Els rius estan ordenats seguint el curs aigües amunt i per afluents. Les coordenades indicades corresponen a la desembocadura o la cota més baixa.

## Conca de la Valira
| Nom                                     | Afluent de             | Longitud / Cotes (m) | Localització                                         | Codi     | Imatge |
| --------------------------------------- | ---------------------- | -------------------- | ---------------------------------------------------- | -------- | --- |
| Riu Valira                              | Segre                  | 12.345 1.021-842     | 42° 26′ 08″ N, 1° 28′ 21″ E / 42.435668°N,1.472623°E | IEA-R-1  | {{ca\|Riu Valira}} · {{WLE-AD-ES\|IEA-R-1}} · {{Object location dec\|42.435668\|1.472623\|region:AD_type:river_dim:24600_source:cawiki}} · [[Categoria:Valira (river)]]                                |
| Riu Runer                               | Riu Valira             | 4.940 1.995-842      | 42° 26′ 08″ N, 1° 28′ 21″ E / 42.435457°N,1.472582°E | IEA-R-4  | {{ca\|Riu Runer}} · {{WLE-AD-ES\|IEA-R-4}} · {{Object location dec\|42.435457\|1.472582\|region:AD_type:river_dim:9800_source:cawiki}} · [[Categoria:Rivers of Andorra]]                               |
| Riu del Llosar, de la Fontaneda o Negre | Riu Valira             | 4.049 1.750-865      | 42° 27′ 02″ N, 1° 29′ 05″ E / 42.450426°N,1.484805°E | IEA-R-5  | {{ca\|Riu del Llosar, de la Fontaneda o Negre}} · {{WLE-AD-ES\|IEA-R-5}} · {{Object location dec\|42.450426\|1.484805\|region:AD_type:river_dim:8000_source:cawiki}} · [[Categoria:Rivers of Andorra]] |
| Riu d'Aubinyà                           | Riu Valira             | 10.012 2.558-880     | 42° 27′ 31″ N, 1° 29′ 15″ E / 42.458713°N,1.487568°E | IEA-R-6  | {{ca\|Riu d'Aubinyà}} · {{WLE-AD-ES\|IEA-R-6}} · {{Object location dec\|42.458713\|1.487568\|region:AD_type:river_dim:20000_source:cawiki}} · [[Categoria:Riu d'Auvinyà]]                              |
| Riu de la Peguera                       | Riu d'Aubinyà          | 3.578 2.622-1.415    | 42° 27′ 19″ N, 1° 31′ 18″ E / 42.455278°N,1.521787°E | IEA-R-9  | {{ca\|Riu de la Peguera}} · {{WLE-AD-ES\|IEA-R-9}} · {{Object location dec\|42.455278\|1.521787\|region:AD_type:river_dim:7100_source:cawiki}} · [[Categoria:Rivers of Andorra]]                       |
| Riu de les Castelletes                  | Riu d'Aubinyà          | 1.401 2.295-1.671    | 42° 26′ 51″ N, 1° 31′ 57″ E / 42.447449°N,1.53258°E  | IEA-R-7  | {{ca\|Riu de les Castelletes}} · {{WLE-AD-ES\|IEA-R-7}} · {{Object location dec\|42.447449\|1.53258\|region:AD_type:river_dim:2800_source:cawiki}} · [[Categoria:Rivers of Andorra]]                   |
| Riu de Caborreu                         | Riu de les Castelletes | 1.400 2.485-1.884    | 42° 26′ 52″ N, 1° 32′ 23″ E / 42.447734°N,1.539778°E | IEA-R-8  | {{ca\|Riu de Caborreu}} · {{WLE-AD-ES\|IEA-R-8}} · {{Object location dec\|42.447734\|1.539778\|region:AD_type:river_dim:2800_source:cawiki}} · [[Categoria:Rivers of Andorra]]                         |
| Riu d'Aixirivall                        | Riu Valira             | 5.461 2.587-897      | 42° 27′ 52″ N, 1° 29′ 37″ E / 42.464444°N,1.493490°E | IEA-R-12 | {{ca\|Riu d'Aixirivall}} · {{WLE-AD-ES\|IEA-R-12}} · {{Object location dec\|42.464444\|1.493490\|region:AD_type:river_dim:10900_source:cawiki}} · [[Categoria:Rivers of Andorra]]                      |
| Riu de Llumeneres                       | Riu d'Aixirivall       | 4.400 2.339-936      | 42° 27′ 56″ N, 1° 29′ 43″ E / 42.465687°N,1.495147°E | IEA-R-11 | {{ca\|Riu de Llumeneres}} · {{WLE-AD-ES\|IEA-R-11}} · {{Object location dec\|42.465687\|1.495147\|region:AD_type:river_dim:8800_source:cawiki}} · [[Categoria:Rivers of Andorra]]                      |
| Riu d'Os                                | Riu Valira             | 15.393 2.432-921     | 42° 28′ 33″ N, 1° 29′ 24″ E / 42.475848°N,1.490082°E | IEA-R-13 | {{ca\|Riu d'Os}} · {{WLE-AD-ES\|IEA-R-13}} · {{Object location dec\|42.475848\|1.490082\|region:AD_type:river_dim:30700_source:cawiki}} · [[Categoria:Riu d'Os]]                                       |
| Riu d'Enclar                            | Riu Valira             | 3.746 2.389-966      | 42° 29′ 27″ N, 1° 29′ 41″ E / 42.490936°N,1.494675°E | IEA-R-14 | {{ca\|Riu d'Enclar}} · {{WLE-AD-ES\|IEA-R-14}} · {{Object location dec\|42.490936\|1.494675\|region:AD_type:river_dim:7400_source:cawiki}} · [[Categoria:Rivers of Andorra]]                           |
| Canal dels Maians                       | Riu Valira             | 2.138 1.629-989      | 42° 30′ 09″ N, 1° 31′ 02″ E / 42.502570°N,1.517360°E | IEA-R-18 | {{ca\|Canal dels Maians}} · {{WLE-AD-ES\|IEA-R-18}} · {{Object location dec\|42.502570\|1.517360\|region:AD_type:river_dim:4200_source:cawiki}} · [[Categoria:Rivers of Andorra]]                      |
| Canal de la Font del Cuc                | Canal dels Maians      | 642 1.596-1.265      | 42° 29′ 42″ N, 1° 31′ 22″ E / 42.494937°N,1.522846°E | IEA-R-16 | {{ca\|Canal de la Font del Cuc}} · {{WLE-AD-ES\|IEA-R-16}} · {{Object location dec\|42.494937\|1.522846\|region:AD_type:river_dim:1200_source:cawiki}} · [[Categoria:Rivers of Andorra]]               |
| Riu de la Comella                       | Riu Valira             | 4.990 2.335-993      | 42° 29′ 57″ N, 1° 31′ 16″ E / 42.499183°N,1.521067°E | IEA-R-15 | {{ca\|Riu de la Comella}} · {{WLE-AD-ES\|IEA-R-15}} · {{Object location dec\|42.499183\|1.521067\|region:AD_type:river_dim:9900_source:cawiki}} · [[Categoria:Rivers of Andorra]]                      |
| Riu de l'Avier                          | Riu de la Comella      | 2.359 2.295-1.299    | 42° 29′ 55″ N, 1° 31′ 49″ E / 42.498490°N,1.530211°E | IEA-R-19 | {{ca\|Riu de l'Avier}} · {{WLE-AD-ES\|IEA-R-19}} · {{Object location dec\|42.498490\|1.530211\|region:AD_type:river_dim:4700_source:cawiki}} · [[Categoria:Rivers of Andorra]]                         |

## Conca de la Valira del Nord
| Nom                     | Afluent de          | Longitud / Cotes (m) | Localització                                         | Codi     | Imatge |
| ----------------------- | ------------------- | -------------------- | ---------------------------------------------------- | -------- | --- |
| Riu Valira del Nord     | Riu Valira          | 14.580 1.495-1.021   | 42° 30′ 43″ N, 1° 32′ 10″ E / 42.511969°N,1.535992°E | IEA-R-3  | {{ca\|Riu Valira del Nord}} · {{WLE-AD-ES\|IEA-R-3}} · {{Object location dec\|42.511969\|1.535992\|region:AD_type:river_dim:29100_source:cawiki}} · [[Categoria:Valira del Nord]]       |
| Riu de Montaner         | Riu Valira del Nord | 4.951 1.998-1.142    | 42° 31′ 49″ N, 1° 31′ 16″ E / 42.530156°N,1.521002°E | IEA-R-37 | {{ca\|Riu de Montaner}} · {{WLE-AD-ES\|IEA-R-37}} · {{Object location dec\|42.530156\|1.521002\|region:AD_type:river_dim:9900_source:cawiki}} · [[Categoria:Rivers of Andorra]]         |
| Riu dels Cortals        | Riu Valira del Nord | 2.558 1.825-1.173    | 42° 32′ 11″ N, 1° 31′ 25″ E / 42.536426°N,1.523482°E | IEA-R-38 | {{ca\|Riu dels Cortals}} · {{WLE-AD-ES\|IEA-R-38}} · {{Object location dec\|42.536426\|1.523482\|region:AD_type:river_dim:5100_source:cawiki}} · [[Categoria:Rivers of Andorra]]        |
| Riu d'Arinsal           | Riu Valira del Nord | 3.056 1.335-1.210    | 42° 32′ 41″ N, 1° 31′ 02″ E / 42.544623°N,1.517302°E | IEA-R-39 | {{ca\|Riu d'Arinsal}} · {{WLE-AD-ES\|IEA-R-39}} · {{Object location dec\|42.544623\|1.517302\|region:AD_type:river_dim:6100_source:cawiki}} · [[Categoria:Rivers of Andorra]]           |
| Riu de Pal              | Riu d'Arinsal       | 6.231 2.239-1.335    | 42° 33′ 40″ N, 1° 29′ 47″ E / 42.561118°N,1.496446°E | IEA-R-40 | {{ca\|Riu de Pal}} · {{WLE-AD-ES\|IEA-R-40}} · {{Object location dec\|42.561118\|1.496446\|region:AD_type:river_dim:12400_source:cawiki}} · [[Categoria:Rivers of Andorra]]             |
| Riu del Prat del Bosc   | Riu de Pal          | 2.037 2.016-1.529    | 42° 32′ 38″ N, 1° 28′ 40″ E / 42.543904°N,1.477713°E | IEA-R-56 | {{ca\|Riu del Prat del Bosc}} · {{WLE-AD-ES\|IEA-R-56}} · {{Object location dec\|42.543904\|1.477713\|region:AD_type:river_dim:4000_source:cawiki}} · [[Categoria:Rivers of Andorra]]   |
| Riu Pollós              | Riu d'Arinsal       | 3.900 1.758-1.335    | 42° 33′ 42″ N, 1° 29′ 47″ E / 42.561552°N,1.496295°E | IEA-R-41 | {{ca\|Riu Pollós}} · {{WLE-AD-ES\|IEA-R-41}} · {{Object location dec\|42.561552\|1.496295\|region:AD_type:river_dim:7800_source:cawiki}} · [[Categoria:Riu Pollós]]                     |
| Riu de Comallempla      | Riu Pollós          | 3.373 2.496-1.519    | 42° 34′ 37″ N, 1° 28′ 49″ E / 42.576881°N,1.480186°E | IEA-R-57 | {{ca\|Riu de Comallempla}} · {{WLE-AD-ES\|IEA-R-57}} · {{Object location dec\|42.576881\|1.480186\|region:AD_type:river_dim:6700_source:cawiki}} · [[Categoria:Rivers of Andorra]]      |
| Riu de Coma Pedrosa     | Riu Pollós          | 4.285 2.805-1.758    | 42° 35′ 00″ N, 1° 27′ 57″ E / 42.58328°N,1.46574°E   | IEA-R-43 | {{ca\|Riu de Coma Pedrosa}} · {{WLE-AD-ES\|IEA-R-43}} · {{Object location dec\|42.58328\|1.46574\|region:AD_type:river_dim:8500_source:cawiki}} · [[Categoria:Rivers of Andorra]]       |
| Riu d'Areny             | Riu Pollós          | 1.513 2.044-1.758    | 42° 35′ 00″ N, 1° 27′ 56″ E / 42.583422°N,1.465525°E | IEA-R-44 | {{ca\|Riu d'Areny}} · {{WLE-AD-ES\|IEA-R-44}} · {{Object location dec\|42.583422\|1.465525\|region:AD_type:river_dim:3000_source:cawiki}} · [[Categoria:Rivers of Andorra]]             |
| Riu del Bancal Vedeller | Riu d'Areny         | 1.422 2.631-2.044    | 42° 35′ 40″ N, 1° 27′ 40″ E / 42.594401°N,1.461178°E | IEA-R-58 | {{ca\|Riu del Bancal Vedeller}} · {{WLE-AD-ES\|IEA-R-58}} · {{Object location dec\|42.594401\|1.461178\|region:AD_type:river_dim:2800_source:cawiki}} · [[Categoria:Rivers of Andorra]] |
| Riu de Montmantell      | Riu d'Areny         | 1.507 2.535-2.044    | 42° 35′ 41″ N, 1° 27′ 42″ E / 42.594844°N,1.461586°E | IEA-R-45 | {{ca\|Riu de Montmantell}} · {{WLE-AD-ES\|IEA-R-45}} · {{Object location dec\|42.594844\|1.461586\|region:AD_type:river_dim:3000_source:cawiki}} · [[Categoria:Rivers of Andorra]]      |
| Riu de Segudet          | Riu Valira del Nord | 3.678 1.941-1.261    | 42° 33′ 24″ N, 1° 31′ 53″ E / 42.556732°N,1.531366°E | IEA-R-59 | {{ca\|Riu de Segudet}} · {{WLE-AD-ES\|IEA-R-59}} · {{Object location dec\|42.556732\|1.531366\|region:AD_type:river_dim:7300_source:cawiki}} · [[Categoria:Rivers of Andorra]]          |
| Riu de l'Ensegur        | Riu Valira del Nord | 4.539 2.609-1.404    | 42° 35′ 43″ N, 1° 31′ 43″ E / 42.595175°N,1.528491°E | IEA-R-47 | {{ca\|Riu de l'Ensegur}} · {{WLE-AD-ES\|IEA-R-47}} · {{Object location dec\|42.595175\|1.528491\|region:AD_type:river_dim:9000_source:cawiki}} · [[Categoria:Rivers of Andorra]]        |
| Riu de l'Angonella      | Riu Valira del Nord | 5.586 2.643-1.404    | 42° 35′ 44″ N, 1° 31′ 38″ E / 42.595428°N,1.527139°E | IEA-R-46 | {{ca\|Riu de l'Angonella}} · {{WLE-AD-ES\|IEA-R-46}} · {{Object location dec\|42.595428\|1.527139\|region:AD_type:river_dim:11100_source:cawiki}} · [[Categoria:Rivers of Andorra]]     |
| Riu de Tristaina        | Riu Valira del Nord | 5.753 2.287-1.495    | 42° 36′ 57″ N, 1° 32′ 17″ E / 42.615889°N,1.538052°E | IEA-R-48 | {{ca\|Riu de Tristaina}} · {{WLE-AD-ES\|IEA-R-48}} · {{Object location dec\|42.615889\|1.538052\|region:AD_type:river_dim:11500_source:cawiki}} · [[Categoria:Rivers of Andorra]]       |
| Riu d'Arcalís           | Riu de Tristaina    | 1.839 2.354-1.875    | 42° 37′ 57″ N, 1° 30′ 15″ E / 42.632427°N,1.50417°E  | IEA-R-62 | {{ca\|Riu d'Arcalís}} · {{WLE-AD-ES\|IEA-R-62}} · {{Object location dec\|42.632427\|1.50417\|region:AD_type:river_dim:3600_source:cawiki}} · [[Categoria:Rivers of Andorra]]            |
| El Rialb                | Riu Valira del Nord | 6.049 2.422-1.495    | 42° 36′ 58″ N, 1° 32′ 20″ E / 42.616086°N,1.53879°E  | IEA-R-50 | {{ca\|El Rialb}} · {{WLE-AD-ES\|IEA-R-50}} · {{Object location dec\|42.616086\|1.53879\|region:AD_type:river_dim:12000_source:cawiki}} · [[Categoria:El Rialb]]                         |
| Riu de Sorteny          | El Rialb            | 2.534 2.067-1.694    | 42° 37′ 26″ N, 1° 32′ 57″ E / 42.624013°N,1.549262°E | IEA-R-49 | {{ca\|Riu de Sorteny}} · {{WLE-AD-ES\|IEA-R-49}} · {{Object location dec\|42.624013\|1.549262\|region:AD_type:river_dim:5000_source:cawiki}} · [[Categoria:Rivers of Andorra]]          |
| Riu de la Serrera       | Riu de Sorteny      | 3.010 2.765-2.067    | 42° 37′ 22″ N, 1° 34′ 36″ E / 42.622686°N,1.576663°E | IEA-R-61 | {{ca\|Riu de la Serrera}} · {{WLE-AD-ES\|IEA-R-61}} · {{Object location dec\|42.622686\|1.576663\|region:AD_type:river_dim:6000_source:cawiki}} · [[Categoria:Rivers of Andorra]]       |
| Riu de la Cebollera     | Riu de Sorteny      | 1.669 2.521-2.067    | 42° 37′ 25″ N, 1° 34′ 38″ E / 42.623507°N,1.577114°E | IEA-R-60 | {{ca\|Riu de la Cebollera}} · {{WLE-AD-ES\|IEA-R-60}} · {{Object location dec\|42.623507\|1.577114\|region:AD_type:river_dim:3300_source:cawiki}} · [[Categoria:Rivers of Andorra]]     |
| Torrent del Forn        | El Rialb            | 1.614 2.521-2.001    | 42° 38′ 34″ N, 1° 33′ 39″ E / 42.642664°N,1.560743°E | IEA-R-17 | {{ca\|Torrent del Forn}} · {{WLE-AD-ES\|IEA-R-17}} · {{Object location dec\|42.642664\|1.560743\|region:AD_type:river_dim:3200_source:cawiki}} · [[Categoria:Rivers of Andorra]]        |

## Conca de la Valira d'Orient
| Nom                       | Afluent de          | Longitud / Cotes (m) | Localització                                         | Codi     | Imatge |
| ------------------------- | ------------------- | -------------------- | ---------------------------------------------------- | -------- | --- |
| Riu Valira d'Orient       | Riu Valira          | 24.102 2.108-1.021   | 42° 30′ 41″ N, 1° 32′ 11″ E / 42.511518°N,1.536277°E | IEA-R-2  | {{ca\|Riu Valira d'Orient}} · {{WLE-AD-ES\|IEA-R-2}} · {{Object location dec\|42.511518\|1.536277\|region:AD_type:river_dim:48200_source:cawiki}} · [[Categoria:Valira d'Orient]]                 |
| Riu Madriu                | Riu Valira d'Orient | 12.458 2.658-1.056   | 42° 30′ 34″ N, 1° 32′ 43″ E / 42.509375°N,1.545247°E | IEA-R-20 | {{ca\|Riu Madriu}} · {{WLE-AD-ES\|IEA-R-20}} · {{Object location dec\|42.509375\|1.545247\|region:AD_type:river_dim:24900_source:cawiki}} · [[Categoria:Madriu]]                                  |
| Riu de Perafita           | Riu Madriu          | 5.300 2.467-1.420    | 42° 29′ 49″ N, 1° 33′ 30″ E / 42.496814°N,1.558464°E | IEA-R-21 | {{ca\|Riu de Perafita}} · {{WLE-AD-ES\|IEA-R-21}} · {{Object location dec\|42.496814\|1.558464\|region:AD_type:river_dim:10600_source:cawiki}} · [[Categoria:Rivers of Andorra]]                  |
| Riu de Claror             | Riu de Perafita     | 3.510 2.500-2.000    | 42° 28′ 23″ N, 1° 34′ 08″ E / 42.473118°N,1.568983°E | IEA-R-22 | {{ca\|Riu de Claror}} · {{WLE-AD-ES\|IEA-R-22}} · {{Object location dec\|42.473118\|1.568983\|region:AD_type:river_dim:7000_source:cawiki}} · [[Categoria:Rivers of Andorra]]                     |
| Riu Aixec                 | Riu Valira d'Orient | 407 1.333-1.273      | 42° 32′ 15″ N, 1° 35′ 07″ E / 42.537382°N,1.585227°E | IEA-R-53 | {{ca\|Riu Aixec}} · {{WLE-AD-ES\|IEA-R-53}} · {{Object location dec\|42.537382\|1.585227\|region:AD_type:river_dim:800_source:cawiki}} · [[Categoria:Rivers of Andorra]]                          |
| Riu dels Cortals d'Encamp | Riu Aixec           | 6.591 2.404-1.333    | 42° 32′ 08″ N, 1° 35′ 21″ E / 42.535429°N,1.58911°E  | IEA-R-23 | {{ca\|Riu dels Cortals d'Encamp}} · {{WLE-AD-ES\|IEA-R-23}} · {{Object location dec\|42.535429\|1.58911\|region:AD_type:river_dim:13100_source:cawiki}} · [[Categoria:Riu dels Cortals d'Encamp]] |
| Riu de la Serrera         | Riu Aixec           | 458 1.421-1.333      | 42° 32′ 06″ N, 1° 35′ 20″ E / 42.535003°N,1.588982°E | IEA-R-27 | {{ca\|Riu de la Serrera}} · {{WLE-AD-ES\|IEA-R-27}} · {{Object location dec\|42.535003\|1.588982\|region:AD_type:river_dim:900_source:cawiki}} · [[Categoria:Rivers of Andorra]]                  |
| Riu de les Agols          | Riu de la Serrera   | 3.112 2.229-1.421    | 42° 31′ 54″ N, 1° 35′ 32″ E / 42.531627°N,1.592177°E | IEA-R-26 | {{ca\|Riu de les Agols}} · {{WLE-AD-ES\|IEA-R-26}} · {{Object location dec\|42.531627\|1.592177\|region:AD_type:river_dim:6200_source:cawiki}} · [[Categoria:Rivers of Andorra]]                  |
| Riu de les Pardines       | Riu de la Serrera   | 1.977 1.832-1.421    | 42° 31′ 56″ N, 1° 35′ 33″ E / 42.532156°N,1.592608°E | IEA-R-52 | {{ca\|Riu de les Pardines}} · {{WLE-AD-ES\|IEA-R-52}} · {{Object location dec\|42.532156\|1.592608\|region:AD_type:river_dim:3900_source:cawiki}} · [[Categoria:Rivers of Andorra]]               |
| Riu de la Coma dels Llops | Riu de les Pardines | 3.687 2.733-1.832    | 42° 31′ 39″ N, 1° 36′ 36″ E / 42.527468°N,1.609966°E | IEA-R-24 | {{ca\|Riu de la Coma dels Llops}} · {{WLE-AD-ES\|IEA-R-24}} · {{Object location dec\|42.527468\|1.609966\|region:AD_type:river_dim:7300_source:cawiki}} · [[Categoria:Rivers of Andorra]]         |
| Riu d'Ensagents           | Riu de les Pardines | 3.213 2.506-1.832    | 42° 31′ 40″ N, 1° 36′ 39″ E / 42.527705°N,1.610738°E | IEA-R-25 | {{ca\|Riu d'Ensagents}} · {{WLE-AD-ES\|IEA-R-25}} · {{Object location dec\|42.527705\|1.610738\|region:AD_type:river_dim:6400_source:cawiki}} · [[Categoria:Rivers of Andorra]]                   |
| Riu del Forn              | Riu Valira d'Orient | 2.431 2.019-1.421    | 42° 33′ 28″ N, 1° 35′ 25″ E / 42.557893°N,1.590194°E | IEA-R-28 | {{ca\|Riu del Forn}} · {{WLE-AD-ES\|IEA-R-28}} · {{Object location dec\|42.557893\|1.590194\|region:AD_type:river_dim:4800_source:cawiki}} · [[Categoria:Rivers of Andorra]]                      |
| Riu de Montaup            | Riu Valira d'Orient | 4.359 2.432-1.522    | 42° 33′ 58″ N, 1° 35′ 57″ E / 42.56623°N,1.599271°E  | IEA-R-29 | {{ca\|Riu de Montaup}} · {{WLE-AD-ES\|IEA-R-29}} · {{Object location dec\|42.56623\|1.599271\|region:AD_type:river_dim:8700_source:cawiki}} · [[Categoria:Riu de Montaup]]                        |
| Riu de la Vall del Riu    | Riu Valira d'Orient | 4.456 2.533-1.549    | 42° 34′ 21″ N, 1° 36′ 51″ E / 42.572472°N,1.614044°E | IEA-R-30 | {{ca\|Riu de la Vall del Riu}} · {{WLE-AD-ES\|IEA-R-30}} · {{Object location dec\|42.572472\|1.614044\|region:AD_type:river_dim:8900_source:cawiki}} · [[Categoria:Riu de la Vall del Riu]]       |
| Riu de la Coma            | Riu Valira d'Orient | 7.292 2.618-1.637    | 42° 34′ 46″ N, 1° 38′ 22″ E / 42.579361°N,1.639364°E | IEA-R-31 | {{ca\|Riu de la Coma}} · {{WLE-AD-ES\|IEA-R-31}} · {{Object location dec\|42.579361\|1.639364\|region:AD_type:river_dim:14500_source:cawiki}} · [[Categoria:Riu de la Coma]]                      |
| Riu d'Incles              | Riu Valira d'Orient | 4.250 1.836-1.700    | 42° 34′ 39″ N, 1° 39′ 21″ E / 42.577608°N,1.65593°E  | IEA-R-32 | {{ca\|Riu d'Incles}} · {{WLE-AD-ES\|IEA-R-32}} · {{Object location dec\|42.577608\|1.65593\|region:AD_type:river_dim:8500_source:cawiki}} · [[Categoria:Riu d'Incles]]                            |
| Riu del Manegor           | Riu d'Incles        | 2.720 2.312-1.836    | 42° 36′ 10″ N, 1° 41′ 14″ E / 42.602694°N,1.687256°E | IEA-R-36 | {{ca\|Riu del Manegor}} · {{WLE-AD-ES\|IEA-R-36}} · {{Object location dec\|42.602694\|1.687256\|region:AD_type:river_dim:5400_source:cawiki}} · [[Categoria:Riu del Manegor]]                     |
| Riu de Juclar             | Riu d'Incles        | 2.796 2.297-1.836    | 42° 36′ 07″ N, 1° 41′ 16″ E / 42.601952°N,1.687814°E | IEA-R-35 | {{ca\|Riu de Juclar}} · {{WLE-AD-ES\|IEA-R-35}} · {{Object location dec\|42.601952\|1.687814\|region:AD_type:river_dim:5500_source:cawiki}} · [[Categoria:Rivers of Andorra]]                     |
| Riu dels Colells          | Riu Valira d'Orient | 1.158 2.286-2.108    | 42° 31′ 45″ N, 1° 41′ 49″ E / 42.529239°N,1.696935°E | IEA-R-55 | {{ca\|Riu dels Colells}} · {{WLE-AD-ES\|IEA-R-55}} · {{Object location dec\|42.529239\|1.696935\|region:AD_type:river_dim:2300_source:cawiki}} · [[Categoria:Rivers of Andorra]]                  |
| Riu dels Pessons          | Riu Valira d'Orient | 1.153 2.347-2.108    | 42° 31′ 46″ N, 1° 41′ 46″ E / 42.529539°N,1.696225°E | IEA-R-54 | {{ca\|Riu dels Pessons}} · {{WLE-AD-ES\|IEA-R-54}} · {{Object location dec\|42.529539\|1.696225\|region:AD_type:river_dim:2300_source:cawiki}} · [[Categoria:Rivers of Andorra]]                  |

## Conca de l'Arieja
| Nom               | Afluent de | Longitud / Cotes (m) | Localització                                         | Codi     | Imatge |
| ----------------- | ---------- | -------------------- | ---------------------------------------------------- | -------- | --- |
| L'Arieja          | Garona     | 11.299 2.258-1.575   | 42° 34′ 27″ N, 1° 47′ 11″ E / 42.574124°N,1.786522°E | IEA-R-33 | {{ca\|L'Arieja}} · {{WLE-AD-ES\|IEA-R-33}} · {{Object location dec\|42.574124\|1.786522\|region:AD_type:river_dim:22500_source:cawiki}} · [[Categoria:Rivers of Andorra]]         |
| Riu de Sant Josep | L'Arieja   | 4.721 2.517-1.773    | 42° 33′ 53″ N, 1° 45′ 09″ E / 42.564587°N,1.752552°E | IEA-R-34 | {{ca\|Riu de Sant Josep}} · {{WLE-AD-ES\|IEA-R-34}} · {{Object location dec\|42.564587\|1.752552\|region:AD_type:river_dim:9400_source:cawiki}} · [[Categoria:Rivers of Andorra]] |